# Frankfurt de l'Oder
|  | No s'ha de confondre amb Frankfurt del Main. |

Frankfurt de l'Oder (en alemany, oficialment Frankfurt (Oder) i tradicionalment Frankfurt an der Oder, pronunciació alemanya: [ˈfʁaŋkfʊɐ̯t ʔan dɐ ˈʔoːdɐ]) és una ciutat a Brandenburg (Alemanya) a la riba del riu Oder del qual pren el nom i al costat de la ciutat polonesa de Słubice que formà part de la ciutat fins a la fi de la Segona Guerra Mundial. La població arribà als 87.000 habitants a finals dels anys vuitanta i actualment en té uns 60.000.
Va ser fundada el 1253 per Joan I de Brandenburg. El 1430 formà part de la Lliga Hanseàtica durant un curt període. L'any 1631 fou l'escenari de la batalla de Frankfurt de l'Oder durant la Guerra dels Trenta Anys entre l'Imperi Suec i el Sacre Imperi Romanogermànic

## Fills il·lustres
- Peter Raabe (1872-1945) compositor i musicògraf.
- Oskar Pasch (1844-[...?]) compositor.